# Японська амадіна

Японська амадіна (Lonchura striata domestica) - популярна декоративна пташка, яка не зустрічається в дикій природі.

## Опис
Довжина тіла 10-11см. У японських амадін величезна різноманітність забарвлень. Серед них є двоколірні, триколірні та одноколірні. Здебільшого чоло, вуздечка, сторони голови, горло, зоб і верхня частина грудей чорні. Сторони шиї шоколадно-коричневі. Надхвістя біле. Решта верхньої частини тіла темно-коричнева, лише окремі пір'їни мають світлі стволики, через що по спині розкидані рідкісні строкатки. Особини різної статі забарвлені однаково і не мають зовнішніх статевих ознак. Зустрічаються особини з чубчиком. Середня тривалість життя становить близько 5 - 7 років. За добрих умов доживають і до 10 років.

## Походження
Досі в походженні цього птаха багато чого незрозуміло: деякі дослідники пов'язують його походження від гострохвостої бронзової амадіни, інші стверджують, що це гібрид. В давнину цих пташок утримували в домах китайці. Згодом амадіна потрапила у Японію. В Європу завезена з Японії, через що отримала назву.

## Розмноження
Птахи не вибирають конкретний період для розмноження і виводять пташенят у будь-яку пору року. Тільки в цей період можна помітити різницю між самцем та самкою. Коли самець співає, він трохи опускає крила вниз і піднімає хвіст, стрибаючи на одному місці. У інший час статеві відмінності не помітні.
Пташенята у японських амадін з'являються голими, і повністю залежать від батьків. У птахів цього виду материнський інстинкт розвинений дуже добре. Через 1 - 2 тижні пташенята оперяються. У результаті їх оперення стає сіруватим, і лише за кілька місяців вони стають копіями дорослих птахів.
Японські амадіни чудові няньки і прийомні батьки для пташенят багатьох в'юркових ткачиків.